# بوكيمون كولوسيوم
بوكيمون كولوسيوم (باليابانية: ポケモンコロシアム) (نطق ياباني:Pokemon Koroshiamu) (بالإنجليزية: Pokémon Colosseum)‏، هي لعبة فيديو من تطوير ستوديو جينيوس سونوريتي اليابانية، ومن نشر شركة ذا بوكيمون كومباني، صدرت لمنصة جيم كيوب الحصرية لشركة نينتندو سنة 2003.

## المواقع الخارجية
- Pokémon Colosseum at Nintendo.com (archives of the original at the Internet Archive)